# Francesco Scipione Dondi dall'Orologio

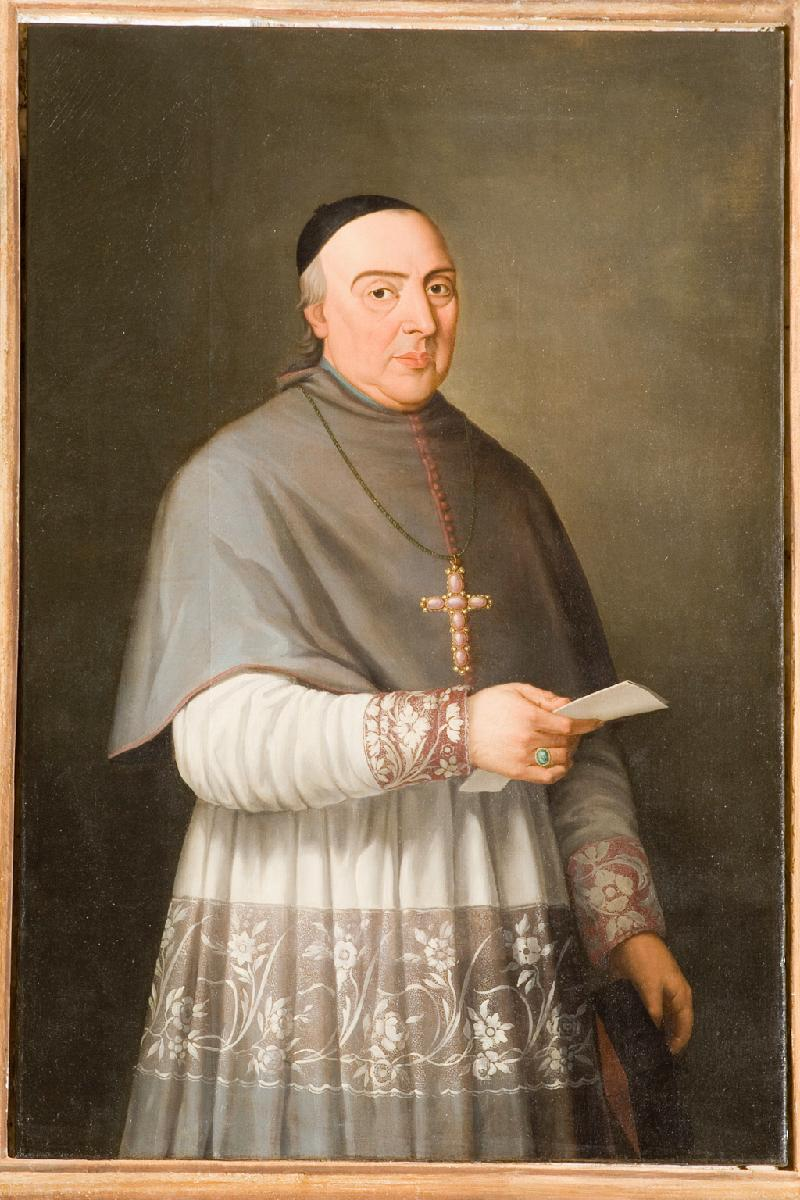
Bisschop Dondi dall'Orologio van Padua

Napoleontische Orde van de IJzeren Kroon van Italië

Francesco Scipione Dondi dall’Orologio (Padua, 19 januari 1756 – aldaar, 6 oktober 1819) was bisschop van Padua (1807-1819) tijdens het Frans bestuur in het koninkrijk Italië (1805-1814) met koning Napoleon Bonaparte, en nadien in het Oostenrijks koninkrijk Lombardije-Venetië vanaf 1815.
Zijn bewind in Padua, reeds als feitelijk bestuurder van het bisdom (1796-1807), was gekenmerkt door een pro-Franse en pro-revolutionaire houding. Zijn tegenstanders noemden hem de Jakobijnse prelaat. Hijzelf gebruikte die term niet in zijn geschriften; hij omschreef zich als een democraat.
Dondi dall’Orologio was een kerkhistoricus die de geschiedenis van zijn bisdom Padua bestudeerde.

## Levensloop

### Aristocratische kanunnik
Dondi dall’Orologio was een edelman in de republiek Venetië. Zijn ouders waren markies Gasparo Dondi dall’Orologio en markiezin Maria Antonietta Cittadella. Na voortgezet onderwijs in het College van Edelen in het hertogdom Modena keerde hij terug naar de republiek Venetië. Hij werd priester gewijd (1780) en tot kanunnik van de kathedraal van Padua benoemd (1782). Hij hield zich bezig met de geschiedenis van het bisdom Padua. Dit leverde hem een zetel op in de Venetiaanse Academie van Wetenschappen, Letteren en Kunst.
In 1796 stierf Nicolò Giustiniani, de bisschop van Padua. Kanunnik Dondi dall’Orologio werd tot vicaris-generaal van het bisdom benoemd, wat hem feitelijk de bestuurder maakte (1796). Omwille van de oorlogsomstandigheden bleef de bisschopstroon de volgende elf jaren vacant. De republiek Venetië hield inderdaad op te bestaan in 1797, na de verovering door Franse troepen tijdens de Eerste Coalitieoorlog. Zijn broer en naamgenoot Scipione was de Franse revolutie gunstig gezind. In de laatste dagen van de republiek Venetië werd hij nog in een gevangenis in Venetië gesmeten doch nadien, eenmaal de Fransen Veneto bestuurden, werd hij in eer hersteld. Kanunnik Dondi dall’Orologio sloot zich bij het politiek discours van zijn broer aan. In 1797 predikte hij met enthousiasme over de weldaden van het onoverwinnelijke Frankrijk. De Jakobijnen in Padua riepen hem terstond uit tot bisschop van Padua, doch vanuit Rome kwam er geen reactie (1797).
Door de Vrede van Campo Formio kwam Veneto onder Oostenrijks bestuur, en dus werden Fransgezinde revolutionairen bespioneerd en vervolgd (1798). Met tegenzin zwoer Dondi dall’Orologio trouw aan de keizer in Wenen (1798). Toen de krijgskansen keerden en de Russische troepen onder leiding van graaf Soevorov de Oostenrijkers belaagden in Noord-Italië, bleef hij het Oostenrijkse regime steunen. Hij noemde het Franse revolutionaire regime een 'duistere periode in Padua'. Zijn steun voor de Oostenrijkers smolt echter weg toen dezen de bisschoppelijke inkomsten wilden taxeren. De Oostenrijkers eisten 100.000 lire van het bisdom Padua. Toen het gerucht in Padua circuleerde dat de keizer van Oostenrijk een Oostenrijksgezinde bisschop zou benoemen, liet Dondi dall’Orologio zich tot bisschop wijden. Het was weliswaar een titulair bisdom in Cyprus dat hij kreeg: het bisdom Tremithus of Tremetousia. Doch het gaf hem als feitelijk bestuurder een greep op het bisdom Padua (1805).
Op 1 januari 1806 werd Padua geannexeerd door het door de Fransen opgerichte koninkrijk Italië. Titulair bisschop Dondi dall’Orologio uitte publiek zijn enthousiasme over deze politieke wending. Hij noemde de Fransen en hun koning Napoleon Bonaparte helden en de Oostenrijkers barbaren. Dondi dall’Orologio toonde zich inschikkelijk wanneer burgerlijke rechtbanken het werk overnamen van kerkelijke rechtbanken, bijvoorbeeld in huwelijkszaken. Hij volgde de Fransen wanneer ze openbaar onderwijs oplegden. In de jaren 1806-1807 toonde hij zich zo loyaal aan Napoleon dat deze hem beloonde. Dondi dall’Orologio was de eerste prelaat uit de afgeschafte republiek Venetië die een Frans-revolutionaire onderscheiding kreeg: de ridderorde in de Orde van de IJzeren Kroon (1807). Bovendien benoemde Napoleon vanuit zijn hoofdkwartier in Warschau Dondi dall’Orologio tot bisschop van Padua (1807). De paus volgde Napoleon en Dondi dall'Orologio nam bezit van de bisschopstroon van Padua (1808).

### Bisschop van Padua
Dondi dall’Orologio ondersteunde de Roomse geestelijkheid wanneer deze vragen hadden over de officiële catechismus of bij de invoering van de burgerlijke stand en burgerlijke begraafplaatsen. Hij organiseerde kerkdiensten met Te Deum voor elke overwinning van Napoleon Bonaparte. In zijn geschriften noemde hij Napoleon de 'helper van Gods gerechtigheid en barmhartigheid'. Tevens gaf hij sneren naar de Oostenrijkers die 'enkel verschrikkingen' hadden gebracht aan de Italianen (1809).
In 1811 ontstond een controverse rond bisschop Dondi dall’Orologio. De krant Giornale Italiano noemde hem als sympathisant van de Gallicaanse Kerk in Frankrijk; het krantenartikel was anti-Rooms zodat de geestelijkheid in Padua ervan opschrikte. De bisschop zweeg en legde later uit, in 1814, na de terugkomst van de Oostenrijkers, dat zijn woorden in de krant verdraaid waren. Achteraf zei hij dat hij in het jaar 1811 ziek was en niet kon reageren.
Hij legde vele pastorale bezoeken af in het bisdom Padua. Zo was hij verbaasd bij een bezoek aan dorpen waar Zimbern hun dialect spraken: de kinderen verstonden geen Italiaans. Dondi dall’Orologio publiceerde in 2013 de catechismus vertaald in het Zimbrisch.
Hij bleef trouw aan het Napoleontisch bewind tot op het einde. In 1814 marcheerden de Oostenrijkers andermaal door Noord-Italië. Door de Restauratie (1815) bevond het bisdom Padua zich in Oostenrijks gebied: Lombardije-Venetië. Oostenrijkse ambtenaren beschouwden Dondi dall'Orologio als een Jakobijn, doch konden niet voorbij gaan aan zijn populariteit. Hun poging om de bisschop te beschuldigen van vrijmetselarij liep op niets uit.
Hij stierf in 1819 en werd begraven in een praalgraf in de kathedraal van Padua.

## Werken
Dondi dall'Orologio publiceerde meerdere werken over de geschiedenis van het bisdom Padua; hij noemde ze dissertaties of observaties. De bekendste was Prospectus tabularii ecclesiae maioris Patavinae. In zijn publicaties keurde hij middeleeuwse riten af omdat ze te materialistisch waren; hij steunde een minder praalzuchtige ritus.
De pastorale brief Sopra il Cimiteri (1809) was opmerkelijk tussen andere brieven omdat hij de opening van een burgerlijke begraafplaats door de Fransen steunde.